# Caelorrhina gracilipes
Caelorrhina gracilipes är en skalbaggsart som beskrevs av Moser 1908. Caelorrhina gracilipes ingår i släktet Caelorrhina och familjen Cetoniidae. Utöver nominatformen finns också underarten C. g. septentrionalis.